# Getto lwowskie

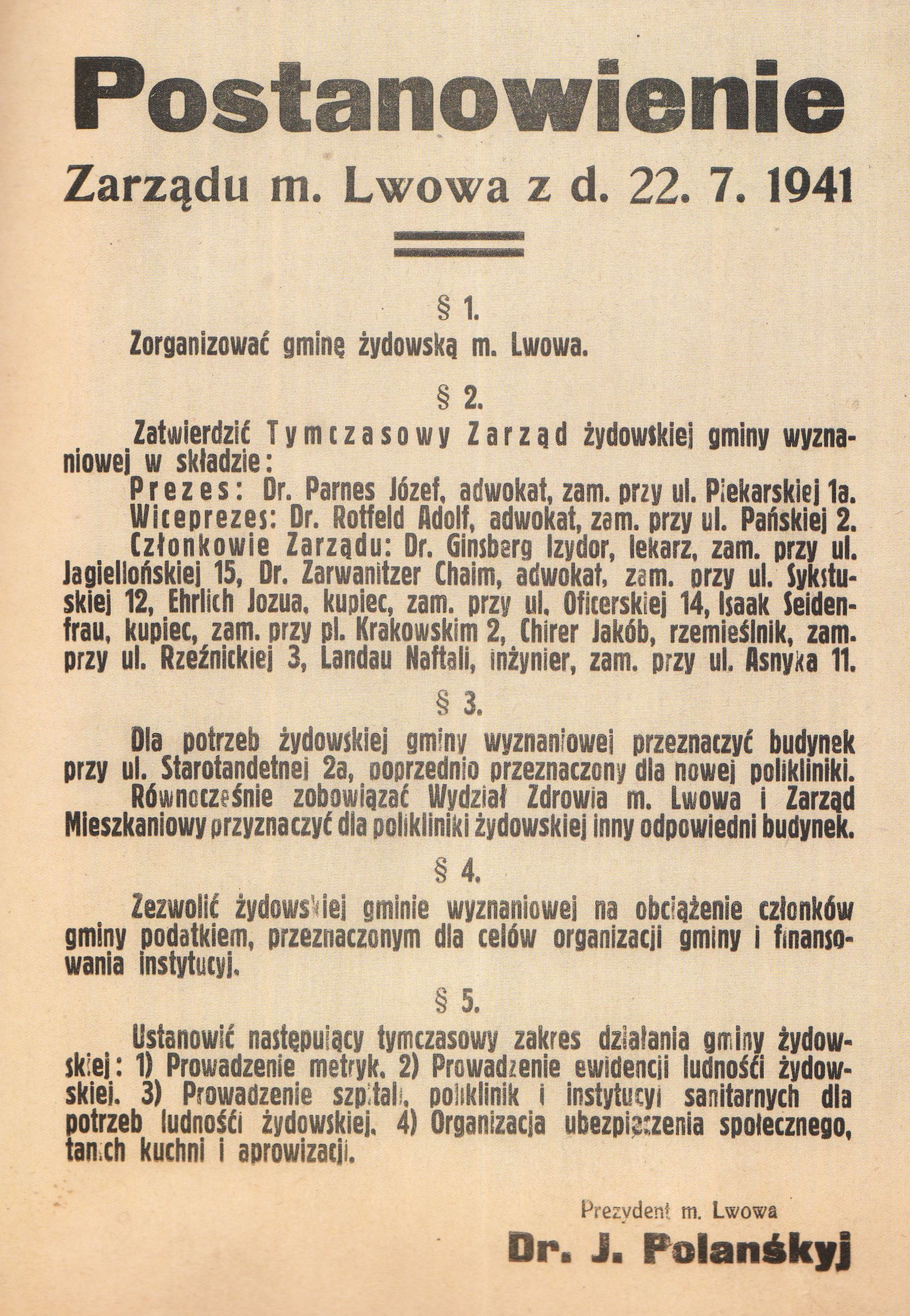
Podpisane przez ukraińskiego prezydenta Lwowa Jurija Polańskiego postanowienie o powołaniu Rady Żydowskiej, 22 lipca 1941

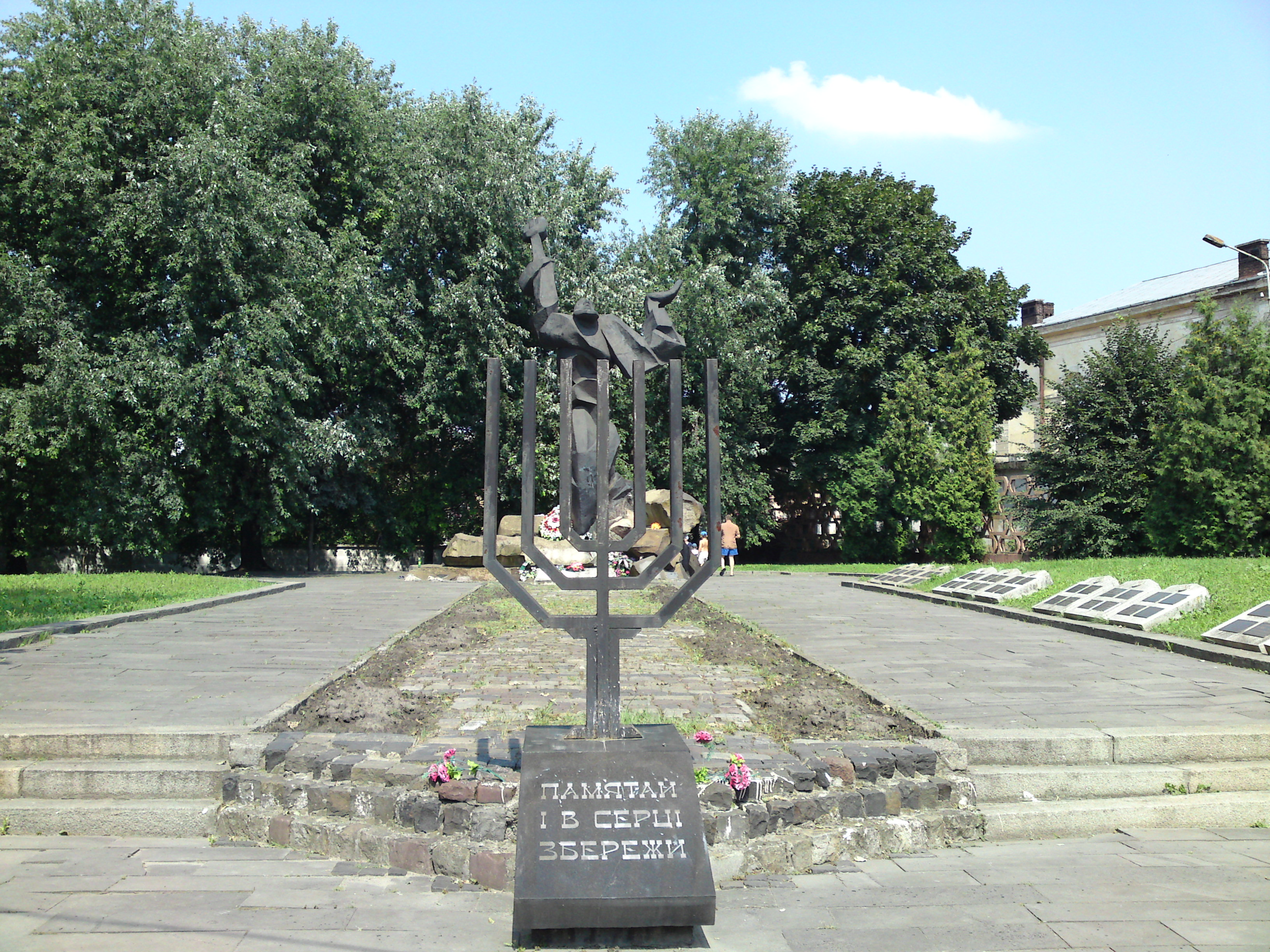
Pomnik ofiar Holokaustu we Lwowie

Getto lwowskie (niem. Ghetto Lemberg, jid. ‏לעמבערגער געטא‎; Lemberger geto) – getto dla ludności żydowskiej we Lwowie zorganizowane przez okupacyjne władze III Rzeszy w czasach II wojny światowej.

## Tło historyczne
Spis powszechny z 1931 roku wykazał, że spośród 312 231 osób zamieszkujących Lwów, 75 316 posługiwało się na co dzień w mowie językiem żydowskim lub hebrajskim. 14 lipca 1941 niemiecki komendant wojskowy miasta wydał nakaz noszenia przez ludność żydowską białej opaski z błękitną gwiazdą Dawida. 22 lipca tego roku starosta miejski Hans Kujath ogłosił decyzję o powołaniu Judenratu – początkowo Niemcy chcieli powołać na to stanowisko profesora prawa Uniwersytetu Jana Kazimierza Maurycego Allerhanda, jednak po jego odmowie funkcję tę objął Józef Parnas. W skład Rady Żydowskiej weszli oprócz Parnasa również adwokat Adolf Rotfeld (wiceprzewodniczący), Henryk Landsberg, Edmund Szercer i lekarz Izydor Ginsberg (stan na jesień 1941).
Pod koniec lipca władze niemieckie nałożyły na lwowskich Żydów kontrybucję w wysokości 20 mln rubli. By skłonić ludność żydowską do uległości w spełnianiu żądań w dniach 25–28 lipca 1941 przeprowadzano pogrom (zwany wielką akcją lub dniami Petlury, ze względu na udział ludności ukraińskiej w mordzie): zniszczono miejskie synagogi i cmentarze, a śmierć poniosło ok. 2 tys. Żydów. 28 lipca przewodniczący Judenratu wezwał ludność do zapłacenia kontrybucji.

## Historia
Właściwa historia getta lwowskiego zaczyna się 18 września 1941, gdy gubernator galicyjski Karl Lasch wydał decyzję o utworzeniu dzielnicy żydowskiej w północnej części miasta – na Zamarstynowie (w innych źródłach pisze się o 7 września, 8 października lub 8 listopada). Do 15 grudnia 1941 ludność żydowska miała się przenieść do specjalnej dzielnicy – łącznie w jej granicach zgromadzono 136 tys. osób narodowości żydowskiej (wcześniej na terenie dzielnicy mieszkało 20–30 tys. lwowian). Podczas akcji przesiedleńczej zabito ok. 5 tys. Żydów.

## Wielkie akcje
W pierwszym roku władze niemieckie organizowały specjalne akcje, które miały doprowadzić do zmniejszenia się liczby ludności żydowskiej w getcie (m.in. akcje pod mostem, futrzana, przesiedlania, błyskawiczna).
Akcja przesiedlania nastąpiła w marcu 1942, gdy wywieziono do Bełżca 15 tys. nieprzydatnych do pracy ludzi (tzw. element aspołeczny). Akcja błyskawiczna odbyła się 24 czerwca 1942 – w ciągu jednego dnia zabito od 6 do 8 tys. Żydów, którzy mieszkali poza granicami getta (za pozwoleniem władz niemieckich).
W sierpniu 1942 miała miejsce z kolei tzw. wielka akcja – ok. 50 tys. Żydów wysłano do obozu w Bełżcu. Po tej operacji na terenie getta mieszkało już tylko 50 tys. Żydów.
30 sierpnia 1942 generał Fritz Katzmann wydał rozporządzenie o zmniejszeniu obszaru getta – obejmowało ono teraz obszar ograniczony ulicami Zamarstynowską (od wschodu), wałem kolejowym prowadzącym od mostu na Zamarstynowskiej do ul. Tetmajera (od południa), ul. Tetmajera (od zachodu) i budynkiem na ul. Zamarstynowskiej 105 (od północy).

## Pokazowe morderstwa
W październiku 1941 władze niemieckie zamordowały przewodniczącego Judenratu Józefa Parnasa za odmowę współpracy w dostarczaniu ludności żydowskiej do obozów pracy. Na stanowisko przewodniczącego powołano dr. Awrama Rotfelda. W tym samym miesiącu przy ul. Janowskiej utworzono obóz pracy.
Na początku września 1942 Niemcy dokonali pokazowego zabójstwa przewodniczącego Judenratu Henryka Landsberga oraz kilku innych jego członków – ciała powieszonych wystawione były przez kilka dni na widok publiczny.
W listopadzie (lub we wrześniu:) teren getta otoczono żelaznym ogrodzeniem. W tym samym miesiącu Niemcy zorganizowali tzw. akcję listopadową, wywożąc do obozu janowskiego od 5 do 7 tys. Żydów. Na jesieni wybuchła w getcie epidemia tyfusu (codziennie umierało ok. 50 osób).

## Likwidacja
W styczniu 1943 podjęto decyzję o przekształceniu dzielnicy w obóz pracy (tzw. Jüdisches Lager, Julag) i poddaniu jej pod zarząd SS. Dalsze 10 tys. Żydów wywieziono do obozu koncentracyjnego. W dniach 30 stycznia – 4 lutego 1943 dokonano ostatecznej rozprawy z Judenratem zabijając jej ostatniego przewodniczącego Edwarda Eberzona.
Ostateczna likwidacja getta dokonała się w dniach 1–16 czerwca 1943, gdy pozostałych przy życiu mieszkańców wywieziono do obozów koncentracyjnych na terenie Generalnego Gubernatorstwa. W trakcie likwidacji getta doszło do trwającego dwa tygodnie powstania pozostałej przy życiu ludności żydowskiej. Po wywiezieniu mieszkańców do obozu janowskiego Lwów został ogłoszony miastem wolnym od Żydów (Judenfrei, Judenrein).

## Upamiętnienie
W 1992 władze miejskie Lwowa postanowiły o upamiętnieniu ofiar getta lwowskiego. Odsłonięto wówczas pomnik dłuta J. Szmuklera i L. Szternsztajna.